# Diocèse de Canosa
Le diocèse de Canosa est un évêché titulaire de l'Église catholique romaine. Il remonte à un siège épiscopal de la ville de Canosa di Puglia, située dans la région italienne des Pouilles. Le diocèse de Canosa était subordonné à l'archidiocèse de Bari en tant que suffragant.

## Histoire
Les premières traces de l'existence du diocèse remontent à la première moitié du IVe siècle. Le premier évêque documenté est Stercorius, qui, entre 343 et 344, a participé au concile de Sardica. Stercorius doit également être identifié avec l'évêque Sunosius Apuliae (mauvaise lecture pour S[tercorius de C]anusio Apuliae) qui a signé la lettre que Athanase d'Alexandrie, à la fin du concile, a écrit aux évêques et au clergé de Mereote (Égypte) pour les encourager à résister à l'arianisme.
Il est certain qu'à partir du IVe siècle, les nouvelles sont plus ponctuelles et plus fiables, grâce aussi à la prospérité dont jouissait la ville. Au Ve siècle, nous connaissons la présence de l'évêque Probo qui, en 465, participa avec d'autres évêques des Pouilles au Concile de Rome (465) convoqué par le pape Hilaire, au cours duquel il était interdit aux évêques de nommer leurs propres successeurs. Probus de Canosa intervint de manière décisive contre cet abus. Le même évêque fut envoyé par le pape Simplicius comme légat à Constantinople auprès de l'empereur byzantin. Léon Ier (décédé le 3 février 474), en réponse à la demande explicite de l'empereur de reconnaître les privilèges de l'Église de Constantinople : Probus eut la tâche ingrate de transmettre le refus du pontife à cette demande, conformément à la coutume romaine, fondée sur la tradition de l'Église et non sur la géographie politique.
À la fin du Ve siècle, l'évêque Rufinus est connu pour avoir participé au Concile romain convoqué par le Pape Symmaque en 499, au cours duquel des règles pour l'élection des évêques de Rome ont été établies. Il est probable que Rufinus soit à identifier avec l'évêque du même nom, indiqué par les sources sans son siège, qui fut chargé par le pape Gélase I (492-496) de renvoyer deux diacres de Lucera, qui avaient été ordonnés sans observer les règles canoniques. Dans une autre lettre du pape Gélase, il est encore fait mention d'un évêque Rufinus, sans indication de son siège, chargé par le pontife d'enquêter sur un diacre de Veroli, accusé par les notables de sa ville.
Au début du VIe siècle, nous avons l'évêque Memore. Le 23 octobre 502, il apposa sa signature au décret du concile palmaire convoqué par le roi Théodoric, pour réhabiliter le pape Simmaque. Memore participe également au concile suivant, convoqué par le pape Simmachus le 6 novembre, pour réglementer l'administration des biens de l'Église romaine et l'interdiction de leur aliénation.
Le 9 juin 1916, avec le décret Ad examen revocato de la Congrégation pour le Consistoire, la basilique de San Sabino s'est vu conférer le titre de cathédrale. Aujourd'hui, elle porte le titre de cocathédrale,.
Depuis 2002, Canosa est compté parmi les évêché titulaire de l'Église catholique ; depuis le 30 octobre 2002, l'archevêque, titre personnel, titulaire est Celestino Migliore, nonce apostolique à France.

## Liste des évêques titulaires de Canosa
| Évêques titulaires de Canosa | Évêques titulaires de Canosa                          | Évêques titulaires de Canosa | Évêques titulaires de Canosa |
| Nb.                          | Nom                                                   | Bureau du gouvernement       | Date de fonction             |
| ---------------------------- | ----------------------------------------------------- | ---------------------------- | ---------------------------- |
| 1                            | Celestino Migliore, Archevêque titulaire par hac vice | Nonce apostolique            | 30 octobre 2002              |